# Thomas Sadoski
Thomas Christian Sadoski (New Haven, 1º luglio 1976) è un attore statunitense.

## Biografia
Nel 2004 nella commedia " Reckless " su Broadway con Mary-Louise Parker, Rosie Perez e Michael O'Keefe.
Dal 2016 comincia a frequentare l’attrice Amanda Seyfried, conosciuta sul set di Adorabile nemica. La coppia ha confermato il fidanzamento il 12 settembre 2016, e a marzo del 2017 si sono sposati con una cerimonia privata. La coppia ha due figli: Nina, nata a marzo del 2017, e Thomas, nato a settembre 2020.

## Filmografia parziale

### Cinema
- American School (Loser), regia di Amy Heckerling (2000)
- Winter Solstice (2002)
- Happy Hour, regia di Mike Bencivenga (2003)
- Take Care (2014)
- It's Okay, regia di Tamar Levine - cortometraggio (2014)
- Wild, regia di Jean-Marc Vallée (2014)
- John Wick, regia di Chad Stahelski (2014)
- I Smile Back (2015)
- John Wick - Capitolo 2 (John Wick: Chapter 2), regia di Chad Stahelski (2017)
- Adorabile nemica (The Last Word), regia di Mark Pellington (2017)
- Devotion, regia di J. D. Dillard (2022)

### Televisione
- Law & Order - I due volti della giustizia (Law & Order) - serie TV (2005)
- Così gira il mondo (As the World Turns) - soap opera (2007)
- Law & Order: Criminal Intent - serie TV (2007)
- Ugly Betty - serie TV (2009)
- Law & Order - Unità vittime speciali (Law & Order: Special Victims Unit) - serie TV (2009–2014)
- The Newsroom - serie TV (2012–2014)
- The Slap - miniserie TV (2015)
- Life in Pieces - sitcom (2015-2019)
- The Crowded Room – serie TV, 10 episodi (2023)

## Doppiatori italiani
- Renato Novara in Law & Order: Criminal Intent